# Mihail Roller
Mihail Roller (n. 6 mai 1908, Buhuși, Neamț, România – d. 21 iunie 1958, București, România) a fost un istoric comunist evreu-român. A fost deputat în Marea Adunare Națională, ales în circumscripția Giulești în sesiunea 1952 -1957. 

## Biografie
Mihail Roller s-a născut la Buhuși, a urmat liceul la Bacău, apoi a studiat la Berlin, Paris și Moscova. În 1948 a fost numit membru titular al Academiei Române și a deținut un număr de funcții în structurile partidului comunist de guvernământ: director-adjunct al Institutului de Istorie a Partidului, șeful Secției de știință a Comitetului Central (CC) al PCR/PMR. Prin activitatea sa ideologică, Mihail Roller a influențat în mod sensibil istoriografia comunistă. Biografia oficială publicată de Academia Română îl prezintă astfel: Fără a avea studii de specialitate, a semnat manuale de liceu și cursuri universitare. ... A publicat studii și culegeri de documente, folosind munca altora. După moartea lui Stalin în 1953, istorici români l-au acuzat pe Roller de plagiere și lipsă de profesionalism.
Mihail Roller a condus grupul de istorici care a redactat manualul școlar Istoria României; manual unic pentru clasa a VIII-a secundară, publicat la București, Editura de Stat, 1947. În 1952 a apărut în Editura de Stat Didactică și Pedagogică, Istoria RPR, manual pentru învățămîntul mediu, sub redacția lui Mihail Roller. Aceste manuale au fost formulate conform noțiunilor marxist-leniniste de periodizare și evoluție socială. Roller a pus accentul pe influența predominantă slavă în formarea etnică a românilor.
Una din criticile post-comuniste ale istoriografiei române dirijată de Roller este că Holocaustul nu a fost suficient menționat.. 
Roller a fost un comunist și antisionist convins. La Plenara C.C. al PMR din 9-13 iunie 1958, Mihail Roller a fost criticat pentru că permisese, la Institutul de istorie a partidului, luări de cuvânt ale unor ilegaliști precum Constantin Doncea. În expunerea sa asupra evenimentelor de la „Grivița” din 1933, Doncea minimaliza rolul pe care Gheorghiu-Dej îl avusese în toată „afacerea”. Afirmațiile sale erau, fără doar și poate, un grav atac la biografia oficială a secretarului general al partidului. Mânia ulterioară a lui Gheorghiu-Dej, la aflarea celor petrecute la Institutul de Istorie al partidului, avea să se îndrepte atât asupra vechiului „tovarăș de luptă”, dar și asupra celui care îi oferise lui Doncea cuvântul. La scurt timp după aceea, Roller, care era grav bolnav de diabet, s-a sinucis (21 iunie 1958).

## Comentarii despre scrierile lui Roller
Raportul Tismăneanu (la p. 659) apreciază manualul de istorie coordonat de Mihail Roller ca fiind „plin de falsificări și profund antipatriotic”. În orice caz, ideologia lui Roller era ideologia de stat din aceea perioadă iar Roller nu era decât un reprezentant al partidului care era la putere în domeniul academic.

## Premii
- Premiul de Stat al Republicii Populare Române pentru lucrările de o deosebită valoare efectuate în anul 1949 în domeniul Științelor Istorice și Filosofice, clasa I-a (8 martie 1951), „pentru publicarea documentelor privind «Răscoala Țăranilor din 1907», volumul I—III”[11]

## Distincții
- Medalia „A cincea aniversare a Republicii Populare Române” (24 decembrie 1952) „pentru lupta și munca duse în vederea făuririi, consolidării și prosperării Republicii Populare Române”[12]

## Lucrări publicate

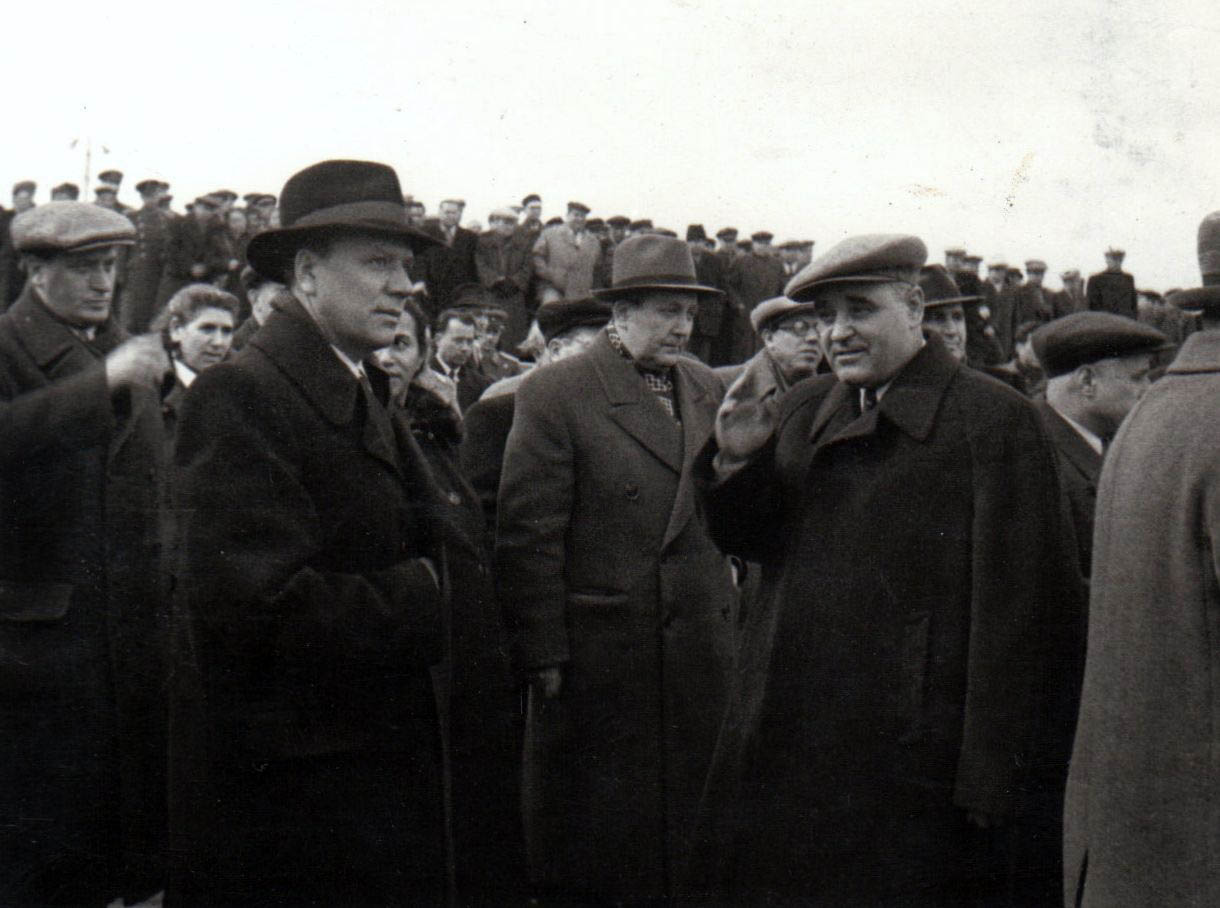
Roller (rândul al doilea, purtând ochelari) la Aeroportul Internațional Aurel Vlaicu în martie 1953, la întoarcerea lui Gheorghe Gheorghiu-Dej de la funeraliile lui Stalin.

Conform datelor din catalogul Bibliotecii Centrale Universitare București, Mihail Roller este autorul și editorul a 49 de volume publicate în perioada 1945-1960. Titlurile acestor volume sunt:
- 1848 în Principate
- Anul revoluționar 1848
- Anul revoluționar 1848 în Moldova
- Ana Ipătescu
- Cugetători și luptători ruși din secolul al XIX
- Despre pedagogia în URSS
- Eroicul și sângerosul 1907
- Evenimentele premergătoare anului 1877
- Figuri din Revoluția franceză 1789-1794
- L'héroisme du peuple roumain dans sa lutte pour indépendence 1877-1878
- Istoria RPR, manual pentru învățămîntul mediu, sub red. Mihail Roller, Editura de Stat Didactică și Pedagogică, 1952,1956.
- Moldova
- Nicolai Zuber Petrovici
- Documente din mișcarea muncitorească (3 vol.)
- Documente privind istoria României
- Războiul pentru independență (9 vol.)
- Starea economică și social-politică în ajunul anului 1877
- Transilvania
- Țara Românească
- Studii și note științifice privind istoria României.